# Культура Темпьо

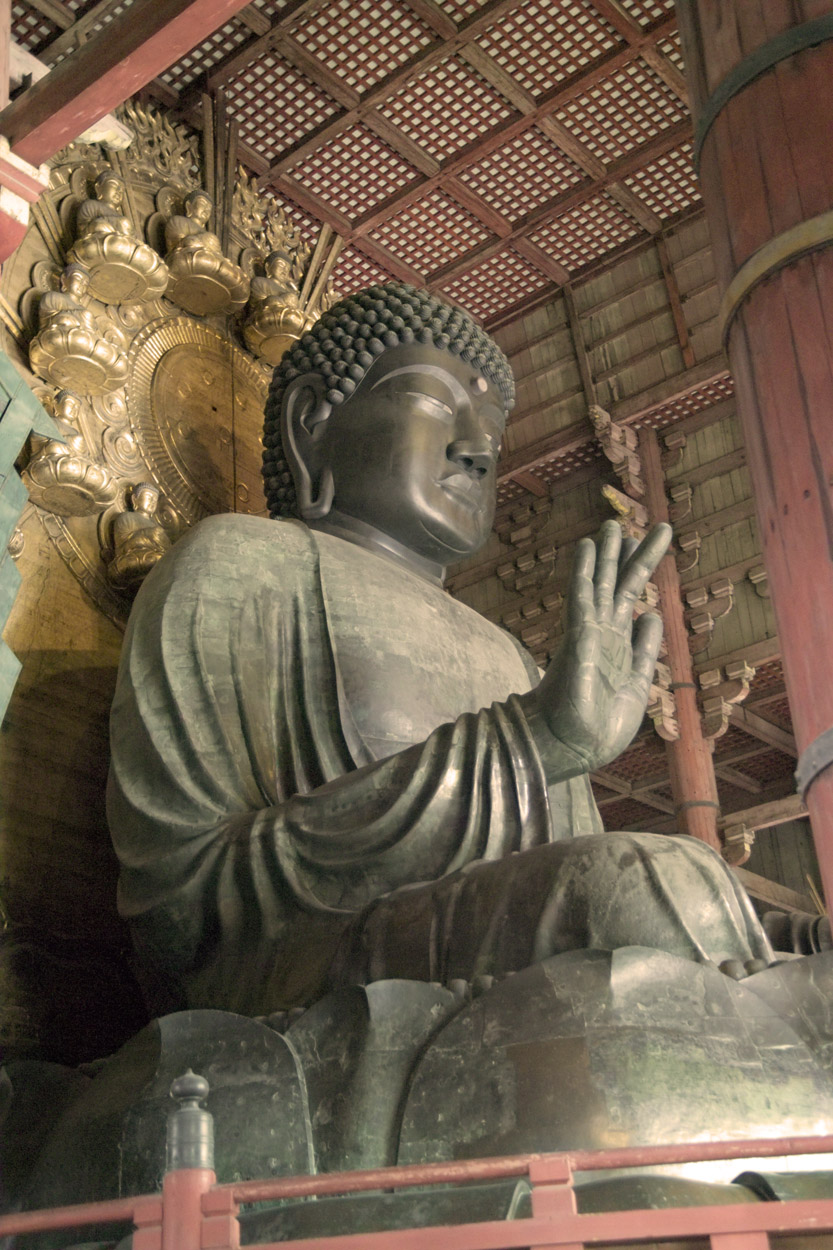
Великий Будда у Нарі, головна святиня і об'єкт поклоніння монастиря Тодайдзі.

Культура Темпьо (яп. 天平文化, てんぴょうぶんか, «культура Темпьо») — термін, яким позначають японську культуру 8 століття. Відповідає періоду Нара, правлінню Імператорів Сьому, Кокена,Дзюнніна і Коніна.
Названа на честь девізу Імператорського правління Темпьо.
Характерними рисами культури є:
- зростання міжнародного впливу на японське мистецтво і архітектуру.
  - культурний вплив держав Західної і Центральної Азії, особливо Персії.
  - культурний вплив китайської династії Тан.
- «золота доба» японського буддизму, поява концепції державного буддизму (鎮護国家)
  - Спорудження провінційних монастирів Кокубундзі.
  - Спорудження Тодайдзі.
  - Спорудження Кофукудзі
  - Спорудження Тосьодайдзі.
  - Спорудження статуї Великого Будди.
- упорядкування історичних хронік «Кодзікі» і «Ніхон сьокі», та краєзнавчих досліджень «Фудокі».
- розквіт японської літератури і поезії, упорядкування «Манйосю».